# Universitatea Pompeu Fabra
Universitatea Pompeu Fabra este localizată în Barcelona, Spania. A fost fondată în anul 1990 și poartă denumirea în cinstea psihologului catalan Pompeu Fabra.  De curând, universitatea oferă 19 domenii universitare de licență, 37 programe oficiale de masterat și 9 programe de doctorat. În 2010 a fost premiată cu distincția de Campus Internațional de Excelență de către Ministerul Educației a Spaniei și este unica universitate spaniolă în topul celor 200, conform studiilor superioare Ranking din 2011. Universitatea a fost plasată pe primul loc a productivității științifice în  Spania în 2010.

### Organizarea
Universitatea Pompeu Fabra este localizată în 3 campusuri  diferite, fiecare asociat pentru propria zonă de cunoștințe:
- Științe sociale și umaniste (Campusul Ciutadella)
- Științele tehnologiilor informaționale (Campusul Comunicării- Poblenou)
- Științele biomedicale (Campusul Mar)

Universitatea este structurată în șapte facultăți diferite (Științele umaniste, științele sănătății, economia, științele politice și sociale, științele comunicării, dreptul, traducere și interpretare și o școală politehnică. Cercetarea este organizată în opt departamente (Economie și Business, Dreptul, Științele politice și sociale, Științele umaniste, Științe experimentale și ale sănătății, Tehnologiile informaționale și ale comunicării, Comunicarea, Traducerea, Științele limbii) și trei instituții de cercetare a universitare (Institutul universitar de cultură, Institutul de istorie și Institutul universitar de lingvistică aplicată. 

### Conducerea
Enric Argullol a servit ca rector de la fondarea universității până în 2011, urmat de către M.Rosa Viros i Galtier. În prezent rectorul este Joseph Joan Moreso.

### Campusurile
Universitatea are clădiri localizate în întreaga Barcelona, in special între strada Rambla  și Bulevardul Marina. Cele mai importante clădiri sunt acelea ale Campusului Ciutadella, ce conține cea mai largă librărie a Universității.